# Witruitwielwebspin
De witruitwielwebspin (Araneus sturmi) is een spinnensoort in de taxonomische indeling van de wielwebspinnen (Araneidae).
Het dier komt uit het geslacht Araneus. De witruitwielwebspin werd in 1831 beschreven door Hahn.